# Asota banavia
Asota banavia är en fjärilsart som beskrevs av Jean Baptiste Boisduval. Asota banavia ingår i släktet Asota och familjen nattflyn. Inga underarter finns listade i Catalogue of Life.